# Puposyrnola fastigiata
Puposyrnola fastigiata is een slakkensoort uit de familie van de Pyramidellidae. De wetenschappelijke naam van de soort is voor het eerst geldig gepubliceerd in 1906 door Suter.